# Association omnisports Javouhey de Mana
Maillots
L'Association sportive de Javouhey, plus couramment abrégé en AS Javouhey, est un club guyanais de football basé à Javouhey, village de la commune de Mana, dans l'arrondissement de Saint-Laurent-du-Maroni.
Le club joue ses matchs à domicile au Stade Guy Mariette, doté de 600 places.

## Palmarès
| Compétitions nationales                                                                                                  |
| --- |
| - Championnat de Guyane (2) : - Champion : 1994-95 et 1997-98. - Coupe de Guyane (2) : - Vainqueur : 1990-91 et 1991-92. |

## Présidents du club
- Stéphane Koese[4]